# Rudersteg

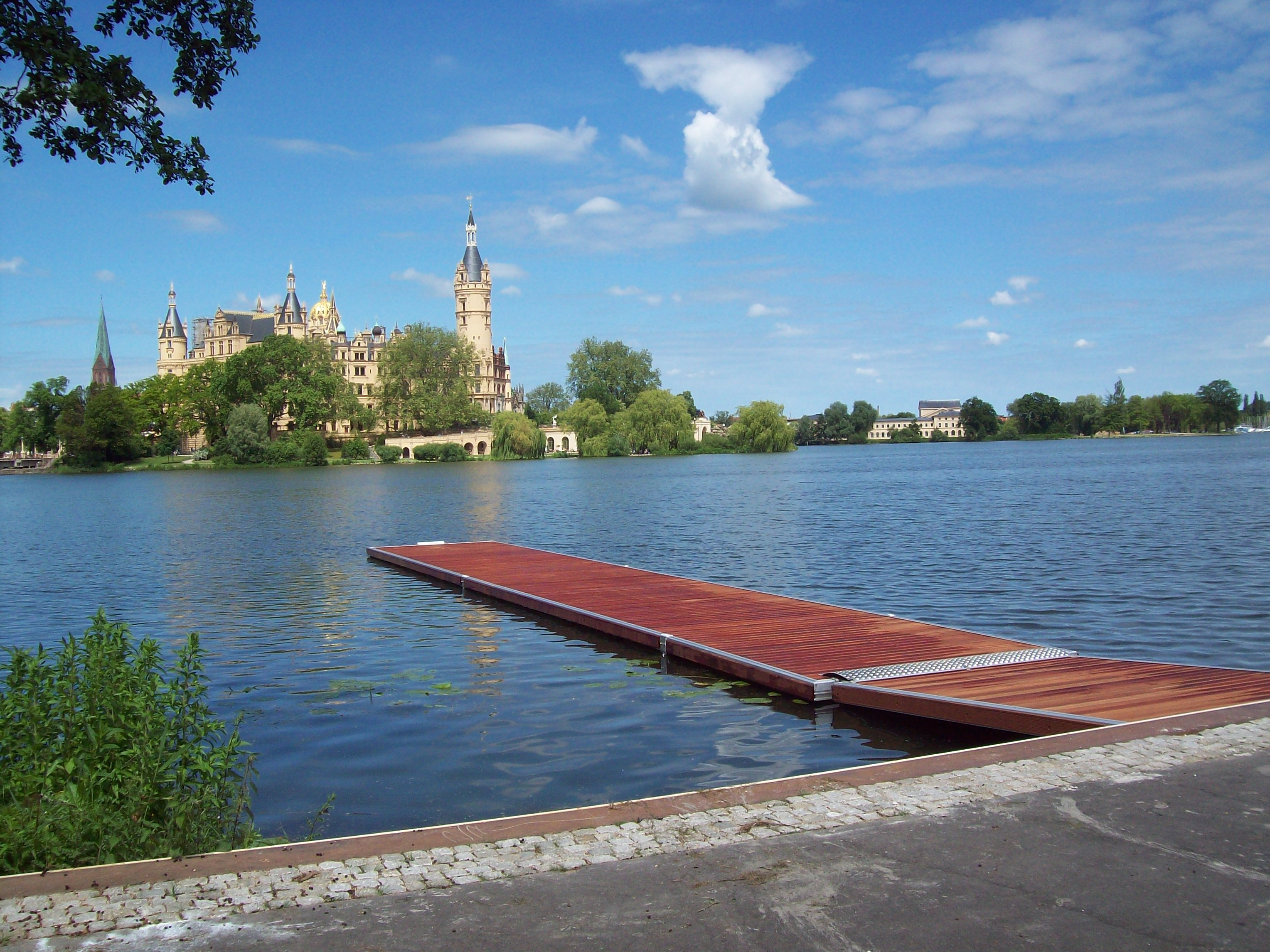
Rudersteg

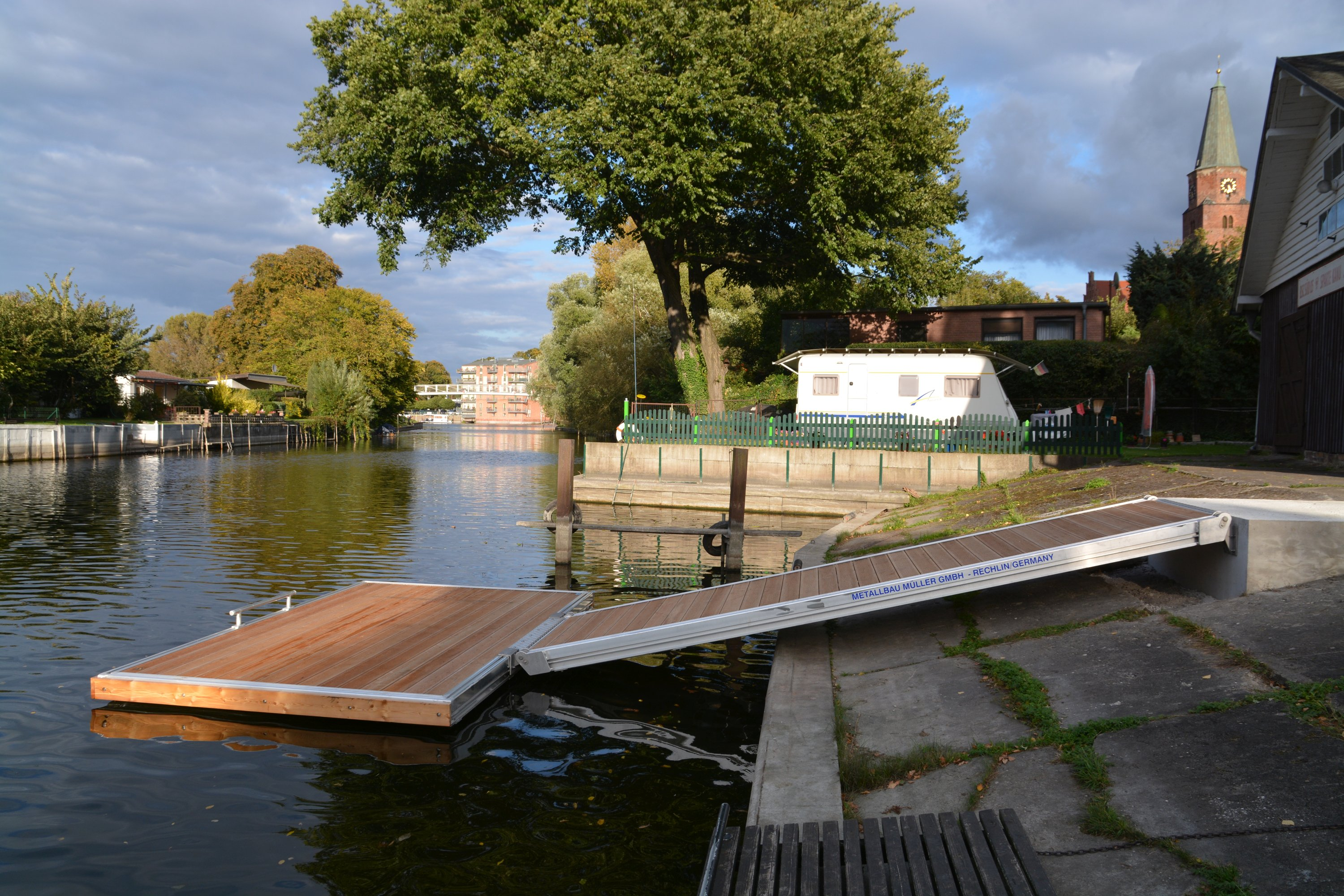
Rudersteg

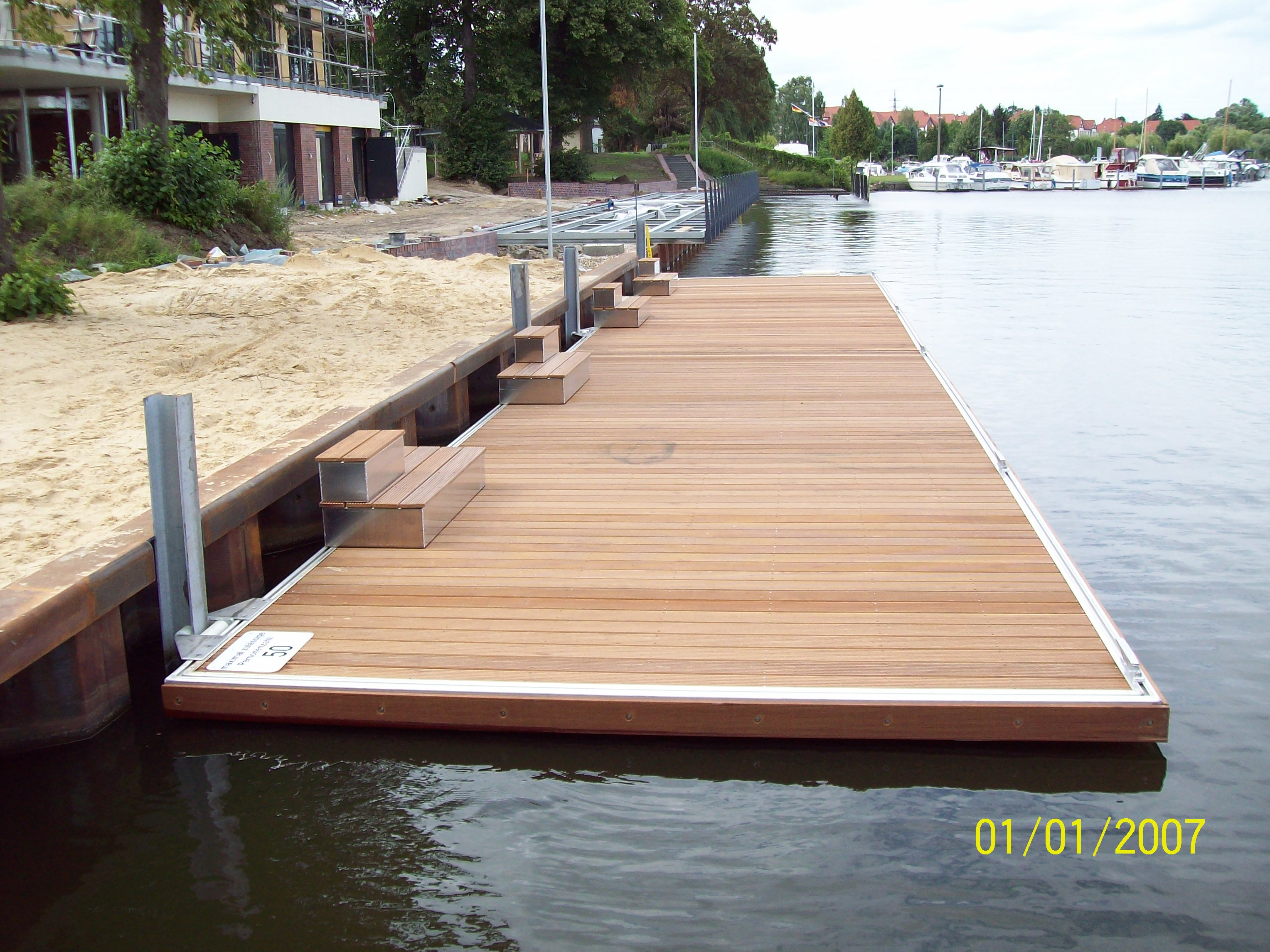

Ruderstege sind Schwimmstegkonstruktionen, deren Freibordhöhe auf die tiefer liegenden Ruder- und Kanuboote angepasst wurde. Im Allgemeinen werden Ruderstege als Schwimmstege mit einer Freibordhöhe von circa 20 cm gefertigt. Durch diese konstruktive Veränderung können die Ruderer ihre Boote leichter verlassen.

## Vorschrift
Durch die Sonderregelungen für Wassersportanlagen (MSA (26)) sind bestimmte Verkehrslasten für unterschiedliche Bereiche anzusetzen. So wird im öffentlichen Bereich 2,5 kN/m², im privaten 1,5 kN/m² und bei Wassersportlern 1,0 kN/m² vorgeschrieben. Um dies zu gewährleisten, haben die Schwimmer eine Freibordhöhe von 25 cm, 20 cm und 10 cm. Zu beachten ist, dass durch die Konstruktion eines Schwimmsteges durchaus eine tatsächliche Freibordhöhe je nach Bereich von 20–50 cm entstehen kann. Der Rudersteg ist die entsprechende Variante für den Wassersportbereich mit circa 20 cm.